# USS Asheville (SSN-758)
Za druga plovila z istim imenom glejte USS Asheville.
USS Asheville (SSN-758) je jedrska jurišna podmornica razreda los angeles.